# Johnny Moorhouse
John "Johnny" Gilbert Moorhouse (Leon, Kansas, 3 februari 1922 - Julian, Californië, 30 december 1999) was een Amerikaans autocoureur. In 1959 schreef hij zich in voor de Indianapolis 500, maar wist zich niet te kwalificeren. Deze race was ook onderdeel van het Formule 1-kampioenschap. Naast de Indy 500 schreef hij zich ook in voor twee USAC Championship Car-races, maar ook hier kwalificeerde hij zich niet. Moorhouse was ook veel actief in midget cars. Hij stopte met racen in 1969.